# بیمارستان کودکان تگزاس
بیمارستان کودکان تگزاس (به انگلیسی: Texas Children's Hospital) نام یک مرکز درمانی برجستهٔ کودکان در مرکز پزشکی تگزاس در آمریکا است.
بیمارستان کودکان تگزاس دارای تسهیلات عمومی ۴۷۴ تخت کودکان است که با ۲۱۶۸۱ پذیرش در سال های اخیر گزارش شده است. ۸،۶۷۳ بستری سالانه و ۱۳۶۶۲ عمل جراحی سرپایی و اورژانس آن تا به حال ۸۸،۷۲۵ بازدیدکننده داشته است. بیمارستان کودکان تگزاس ، یک بیمارستان آموزشی است. به همین دلیل است که توسط کمیسیون مشترک (JC) معتبر است.
این مرکز در شهر هیوستون قرار دارد و وابسته به کالج پزشکی بیلور است.
این بیمارستان، با بیش از ۱۵۸۰ پزشک متخصص بزرگترین مرکز درمانی پزشکی کودکان در ایالات متحده آمریکا است، و در ۴۲ گرایش تخصصی خدمات ارائه می‌دهد.

## رتبه‌بندی
نشریهٔ U.S. News and World Report در سال ۲۰۱۲ این مرکز درمانی را در پزشکی کودکان در رتبهٔ ۱ در تگزاس و در رتبهٔ ۴ در کل کشور آمریکا قرار داد.
این مرکز درمانی در سال ۲۰۱۲ در هشت رشته تخصصی در زمره ده مرکز برتر کشور شناسایی گردید.